# Utrechtse serieverkrachter
De Utrechtse serieverkrachter is de naam voor een reeks zedendelicten in en rond de Nederlandse stad Utrecht tussen 1995 en 2001. De zaak kreeg bekendheid door een jarenlange actieve zoektocht naar de dader. Na een fietsendiefstal in 2014 werd met behulp van DNA-onderzoek een verdachte aangehouden. Deze werd in 2016 veroordeeld voor vier van de gepleegde verkrachtingen.

## Gebeurtenissen
Tijdlijn.

### 1995
In 1995 vonden er twee aanrandingen plaats in Utrecht. Op 5 september vond een eerste verkrachting plaats: dit gebeurde in de bosschages van de Bisschopsweg in De Bilt. Uiteindelijk werden vier verkrachtingen en zes pogingen daartoe gekoppeld aan één dader. Hierbij ging hij zeer gewelddadig te werk en dreigde met een mes. De ontwikkelingen zorgden voor grote maatschappelijke onrust in Utrecht.

### 1996
Na een vijfde verkrachting in februari werd het stil. Het politie-onderzoek ging echter door.

### 2001
In het voorjaar van dit jaar sloot de politie het onderzoek. In oktober werd een 16-jarig meisje verkracht op de Kees Boekelaan te Bilthoven. Ze werd vastgebonden aan een boom achtergelaten. De politie heropende het onderzoek.

### 2014
Begin 2014 werd een man uit Nieuwegein aangehouden na de diefstal van een lokfiets. De 51-jarige werd hiervoor veroordeeld en moest conform de wetgeving DNA afgeven voor opslag in de DNA-databank. Na onderzoek werd een match gevonden in vier verkrachtingszaken: drie uit 1995, en één uit 2001.

## Omvang onderzoek
Op een bepaald moment werkten er tweehonderd politieagenten aan de zaak onder de onderzoeksnaam 'Heidepark'. Verzoeken om tips leverden 1100 namen op. Het DNA van 2500 mannen werd vergeleken. Het politie-onderzoek tussen 1995 en 2012 kostte tien miljoen euro.

## Rechtszaak
Gerard T. werd verdacht van 22 delicten maar slechts in vier gevallen was het bewijs hard genoeg voor een rechtszaak. Hij bekende niet en beriep zich op het zwijgrecht. In eerste aanleg achtte de rechtbank in 2016 bewezen dat de verdachte Gerard T. de dader was in vier verkrachtingszaken. Hij werd hiervoor veroordeeld tot een gevangenisstraf van 16 jaar. In hoger beroep en cassatie bleef die straf ongewijzigd.

## Film
Gebaseerd op het verhaal van de Utrechtse serieverkrachter is de film Stille Nacht uit 2004. Het betreft fictie.